# Rosso Boccalarga
Rosso Boccalarga (Tawky Tawny) è un personaggio immaginario dei fumetti edito dalla Fawcett Comics (confluita poi nella DC Comics). Fu creato dallo scrittore Otto Binder e dal disegnatore C.C. Beck nel 1947 ed esordì nella storia "Capitan Marvel e la Tigre Parlante" nella serie a fumetti Captain Marvel Adventures (n. 79, dicembre 1947), divenendo amico di Billy Batson e Capitan Marvel; è una tigre antropomorfa che parla, indossa vestiti e camminava in posizione eretta sulle zampe posteriori.

## Biografia del personaggio
In una regione selvaggia dove il personaggio veniva affascinato dai racconti grande città narrati dagli eremiti e, nonostante il disprezzo mostrato da questi per la civilizzazione, si imbarcò su una nave in partenza per l'America dove la popolazione ebbe una naturale reazione di terrore verso una tigre che camminava per la strada e poi finì in uno zoo dal quale riuscì a scappare e incontrò Capitan Marvel, il quale, sebbene all'inizio si fosse allarmato nel vedere una tigre parlante, riconobbe in lui la volontà di far parte della società e lo aiutò trovandogli un lavoro permettendogli di integrarsi nella società, diventando una guida del museo di storia naturale. La postura del personaggio era inizialmente a quattro zampe per poi passare gradualmente a quella eretta su due gambe, con vestiti e atteggiamenti umani.
Anni prima, nella giungla, la madre di un cucciolo di tigre fu uccisa da un cacciatore e iI cucciolo fu trovato e adottato da Tom Todd, giovane figlio di un missionario, che gli diede il nome di "Signor Boccalarga" allevandolo; quando crebbe, fu accusato di aver ucciso una persona ma Tom, sicuro che fosse innocente, grazie a un eremita locale che aveva un siero che forniva alle tigri l'abilità di parlare come gli esseri umani, riuscì a permettere al Signor Boccalarga di potersi difendere. Poi si riunirà con Tom nella grande città e lo aiuterà a scagionarsi da un crimine non commesso.
Il personaggio tentò di stabilirsi in un nuovo zona in cui però le tigri non erano benvenute. Capitan Marvel fu infastidito dalla discriminazione e dal pregiudizio e così, grazie al suo aiuto, la tigre fu in grado di andare a vivere nella sua nuova casa.
Rosso Boccalarga visse una confortevole vita da classe media, con una casa in periferia, il lavoro al museo e il gusto per i vestiti con giacche sgargianti; si dimostrò un oratore erudito di grande educazione; fu un sincero alleato dei suoi amici, battendosi contro il Dottor Sivana.
L'elemento chiave di quasi tutte le storie, tuttavia, era il modo in cui affrontava le varie insicurezze spesso sentite dalla gente comune. Avrebbe vissuto avventure sulla Terra seguendo uno schema in cui si sarebbe arricchito presto, combattendo col suo peso, e venendo risucchiato nel comprare "pozioni della personalità". Tuttavia, verso la fine delle storie, le virtù del lavoro duro, dell'onestà e l'essere semplicemente sé stessi avrebbero sempre vinto e lui sarebbe rimasto il solito amabile, generoso, leale, amabile amico. Un elemento chiave registrato nelle storie di Capitan Marvel legate al Signor Boccalarga è il problema sociale dato dal razzismo. L'associazione di una tenera e pacifica tigre antropomorfa come vittima dei pregiudizi sociali, con un vicinato in cui si perpetuassero discriminazioni sembrò semplicemente assurda ma era funzionale al principio che qualsiasi discriminazione o qualsiasi pregiudizio razziale fossero sbagliati. Come è stato segnalato da Bill Schelly nella biografia di Otto Binder (Words Of Wonder. The Life and Time of Otto Binder), lo scrittore aveva già affermato siffatto principio nelle storie di Adam Link", perché per lui era un messaggio importante.
Nel contesto di queste storie Capitan Marvel era un personaggio di supporto. I suoi poteri aiutavano occasionalmente il Signor Boccalarga a uscire dai guai e a risolvere enigmi che la povera tigre non avrebbe potuto risolvere da sola, ma il punto della storia era la solita commedia dell'uomo che viene tentato dall'essere ciò che non è.

## Storia editoriale
In un articolo pubblicato dalla Fawcett, C.C. Beck dichiarò che Otto Binder basò il personaggio di Rosso Boccalarga su di sé, e che lo scrittore "si divertiva a ridere di sé stesso nello scrivere le storie del Signor Boccalarga". John G. Pierce puntualizzò nel suo stesso libro che i vecchi lettori hanno trovato molto in comune con il gentile gatto della giungla. "Il suo occasionale brontilio o l'insoddisfazione erano riflessi di emozioni che la maggior parte delle persone sentivano da un momento all'altro". Le storie cominciavano occasionalmente con un "Avete mai..." o "Chi di noi non..." che indicavano che il Signor Boccalarga era un rappresentante di tutti. Lo stesso Binder disse in un'intervista del 1947 con Matt Lage per la rubrica Fawcett Collector's of America: "Noi abbiamo fatto Boccalarga il più possibile piacevole e amabile, che conducesse i lettori alla simpatia... le storie di Boccalarga erano come parodie della vita umana, mostrandoci le nostre debolezze".
Il personaggio era inizialmente privo di un ime proprio e venne indetto un concorso dove i lettori avrebbero dovuto mandare suggerimenti per il nome del personaggio per vincere "una bellissima foto a colori del Signor Boccalarga e Capitan Marvel". Migliaia di coupon e lettere arrivarono da tutto il paese. C.C. Beck ricordò che fu una risposta molto più alta della serie la Società dei Mostri del Male. Due nu il personaggio menzionò la gara in questione: «I suggerimenti si accumulano in risposta al mio appello per un nome», disse a Capitan Marvel, «Sceglierò presto il vincitore». Successivamente il personaggio annunciò che fu scelto il nome vincente. «Salve amici. Ho scelto un nome dalle migliaia che mi avete mandato!». Nella storia "Il Signor Boccalarga perde la fede nell'Umanità") il personaggio mostrò a Capitan Marvel le migliaia di lettere ricevute per il suo nome e nell'ultima tavola Capitan Marvel e la tigre tenevano in mano una lettera per i lettori: «Con la gratitudine dal cuore» li ringraziò tutti per la loro partecipazione e annunciò che le lettrici Mary Garrisi e Pat Laughlin erano le vincitrici; nella storia il nome era già stato impiegato: "Rosso" Boccalarga (in inglese "Tawky" Tawny - storpiatura di talking,  riferendosi all'abilità della tigre di parlare.
Nel 1953, dopo la chiusura della Fawcett Comics, fu fatto un tentativo di creare un fumetto sul personaggio senza Capitan Marvel. Vennero realizzate sei strisce da Binder e Beck con un adattamento della storia "I pericoli della dieta di Capitan Marvel e del Signor Boccalarga" (Captain Marvel Adventures n. 121,Giugno 1951). Ogni agenzia di stampa a cui furono offerte le rifiutò, perché si riteneva quel tipo di strisce umoristiche fossero passate di moda. La domanda era già diventata di strisce stile soap-opera. Quei campioni furono tuttavia stampati nella rubrica Alter Ego di Roy Thomas negli anni sessanta, quindi più tardi nella biografia di Binder del 2003 scritta da Bill Schelly.